# Pentathlon moderno ai Giochi europei
Il pentathlon moderno è inserito nel programma dei Giochi europei dalla terza edizione che si è svolta nel 2023.

## Edizioni
| Giochi | Anno | Sede     | Gare |
| ------ | ---- | -------- | ---- |
| III    | 2023 | Cracovia | 5    |

## Medagliere complessivo
Aggiornato alla terza edizione
| Pos.   | Paese       | Oro | Argento | Bronzo | Totale |
| ------ | ----------- | --- | ------- | ------ | ------ |
| 1      | Italia      | 2   | 0       | 1      | 3      |
| 2      | Regno Unito | 1   | 1       | 2      | 4      |
| 3      | Germania    | 1   | 0       | 0      | 1      |
| 3      | Rep. Ceca   | 1   | 0       | 0      | 1      |
| 5      | Ungheria    | 0   | 1       | 2      | 3      |
| 6      | Spagna      | 0   | 1       | 0      | 1      |
| 6      | Lituania    | 0   | 1       | 0      | 1      |
| 6      | Francia     | 0   | 1       | 0      | 1      |
| Totale | Totale      | 5   | 5       | 5      | 15     |